# Alfredo Martinelli
Alfredo Martinelli (7 de março de 1899 – 11 de novembro de 1968) foi um ator de cinema italiano. Ele apareceu em 103 filmes entre 1916 e 1967. Martinelli nasceu e faleceu em Siena, Toscana, Itália, em 1968.

## Filmografia selecionada
- La gabbia dorata (1922)
- The White Sister (1923)
- Romola (1924)
- Gli ultimi giorni di Pompei (1926)
- La lanterna del diavolo (1931)
- La cantante dell'Opera (1932)
- La segretaria privata (1933)
- La signora di tutti' (1934)
- Fermo con le mani! (1937)
- L'albergo degli assenti (1939)
- La danza dei milioni (1940)
- Una romantica avventura (1940)
- Taverna rossa (1940)
- I mariti (Tempesta d'anime) (1941)
- La pantera nera (1942)
- L'avventura di Annabella (1943)
- Arrivederci, papà! (1947)
- La domenica della buona gente (1953)
- La rivale (1955)
- Perfide... ma belle! (1958)